# Canadian Light Rail Vehicle
| TTC CLRV             | TTC CLRV         |
| -------------------- | ---------------- |
|                      |                  |
| TTC CLRV             |                  |
| Ville                | Toronto, Ontario |
| Exploitant           | TTC              |
| Année d’exploitation | 1977 à 2019      |

Le CLRV ou Canadian Light Rail Vehicle était un type de tramway utilisé par le Toronto Transit Commission de Toronto au Canada.
Ce tramway a été construit par 2 fabricants, SIG de Zurich  en Suisse et Urban Transportation Development Corporation (UTDC) (aujourd’hui Bombardier) de Kingston au Canada.
Une évolution de ce modèle, le ALRV, fut testé en 1984 et validé par la ville de Toronto.
Le dernier jour de service de la voiture CLRV a eu fin le 29 décembre 2019. La TTC conservera quelques voitures CLRV pour sa collection historique.

## Spécifications du CLRV
- Constructeur : SIG (L1) et UTDC (L2)
- Année de fabrication : 1977-1980
- Numéro de série : L1 – 4000 à 4006, L2 – 4010 à 4199
- Nombre en service : 198
- Longueur : 15,4 m
- Poids : 29 685 kg (en service)
- Capacité :  46 places assises à 132 maxi
- Motorisation : 2 x 187 cv, soit 248 cv en accélération, 375 cv en freinage
- Écartement des rails : 1,495 m
- Freins : WABCO
- Air climatisé : À l'origine, la flotte entière était équipée d’air comprimé, mais il a été enlevé quand il y eut des problèmes qui ne pouvaient pas être résolus; les véhicules seront progressivement rééquipés de 2006 à 2009.